# IOS 6
iOS 6 er en historisk udgivelse af Apples operativsystem til deres mobilenheder, iPhone, iPod og iPad.